# 岩瀬勝輔
岩瀬 勝輔（いわせ かつすけ、1921年（大正10年）8月4日 - 1942年（昭和17年）5月31日）は、日本の海軍軍人。特殊潜航艇「甲標的」艇長としてマダガスカル攻撃に参加し、戦死。二階級特進により最終階級は海軍大尉。

## 生涯
香川県綾歌郡山田村出身。税務署職員であった父が勤務していた愛媛県松山市に生まれる。四人兄弟妹の次男であった。岩瀬は父の転勤により、小中学校で三度の転校を経験した。入学した中学は滋賀県立膳所中学で、徳島県立池田中学に転入し、1938年（昭和13年）、中学4年で陸軍士官学校と海軍兵学校に合格した。海兵進学を選択し、1941年（昭和16年）3月に卒業した。岩瀬は海兵69期生で、このクラスは343名の同期生中223名が戦死している。特殊潜航艇（以下｢特潜｣）関係の戦死または殉職者は岩瀬を含め4名である。
海軍将校

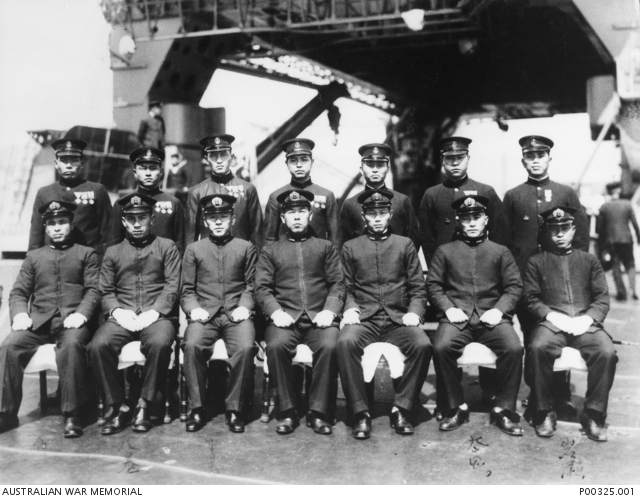
（前列）右端 岩瀬 中央 秋枝
（後列）右端 高田 中央 竹本

少尉候補生として練習艦隊所属の軽巡洋艦「北上」乗組みとなり、パラオやアモイを巡航するひと月の航海を行った。空母「鳳翔」乗組みを経て同年11月海軍少尉任官。翌月に日米開戦を控えた時期であり、岩瀬は「特潜」艇長として訓練を受ける。前年には岩佐直治、秋枝三郎らの訓練が開始されており、岩瀬は二十歳の最年少艇長であった。
太平洋戦争劈頭の真珠湾攻撃において岩佐ら「特潜」搭乗員9名が戦死し、軍令部は「特潜」による港湾進入攻撃に慎重であったが、戦訓を取り入れた装備の改善などが実施され第二次攻撃が決定した。実施部隊は新たに編成された第八潜水戦隊に属し、さらに3個先遣支隊に区分される。岩瀬はインド洋方面の攻撃を担う甲先遣支隊（今和泉喜次郎司令）に属する「特潜」艇長に選ばれた。他の艇長は秋枝、太田政治、岩瀬艇の艇附は高田高三二等兵曹（戦死後兵曹長）である。
水上機母艦「日進」でペナンへ進出し、ここで「特潜」を母潜に搭載した。岩瀬艇は「伊16潜水艦」へ搭載され、出撃は4月30日である。しかし行動した海域には特有のうねりがあり、母潜3艦は浸水を受ける。太田艇を搭載した｢伊18潜水艦｣は攻撃を断念するに至った。
マダガスカル攻撃
偵察行動により英軍に占領されたマダガスカル島北部のディエゴ・スアレスを攻撃目標に定め、5月31日夕刻、岩瀬は高田とともに出撃した。「伊20潜水艦」からは艇長秋枝三郎大尉、艇附・竹本正巳一等兵曹が出撃している。湾内に進入した「特潜」は英戦艦「ラミリーズ」及び油槽船1隻に魚雷を命中させ、油槽船は沈没し「ラミリーズ」は1年あまり戦線を離脱する損害を受けた。しかし、「特潜」2隻は未帰還となり岩瀬ら4名は戦死とされた。当時からマダガスカル島に上陸し戦闘を交えた者の存在は知られていたが、今日では雷撃後上陸して戦死したのは秋枝、竹本であったことが判明している。岩瀬艇は港内に侵入した可能性はあるものの、発進後の行動は不明である。岩瀬艇の可能性のある「特潜」は1989年（平成元年）に発見され、また上陸して戦死した者については断定は難しいとの見解もある。
戦死後
岩瀬の絶筆は豪気将呑五大州、呉鎮守府での海軍葬ののち郷里の山田村で村葬が営まれた。

## 関連書籍
- 豊田穣『海軍特別攻撃隊』「マダガスカルの月明」集英社文庫 ISBN 4-08-750339-9